# Kara Ada (Bodrum)

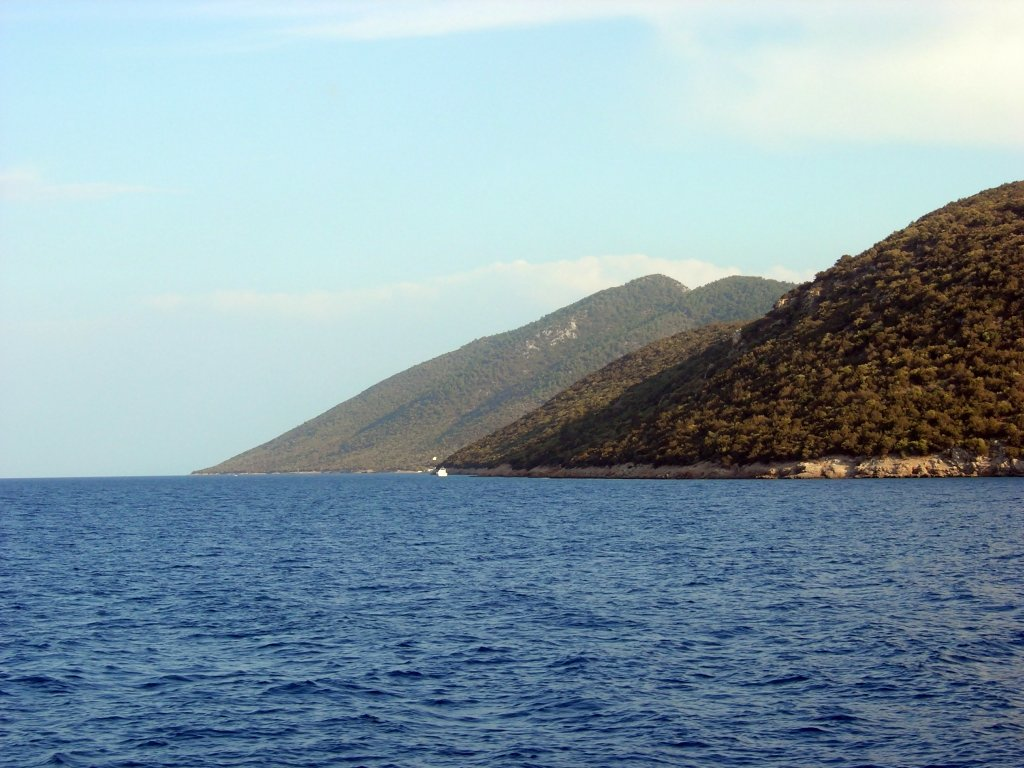
Kara Ada/Arkos gezien vanuit het westen

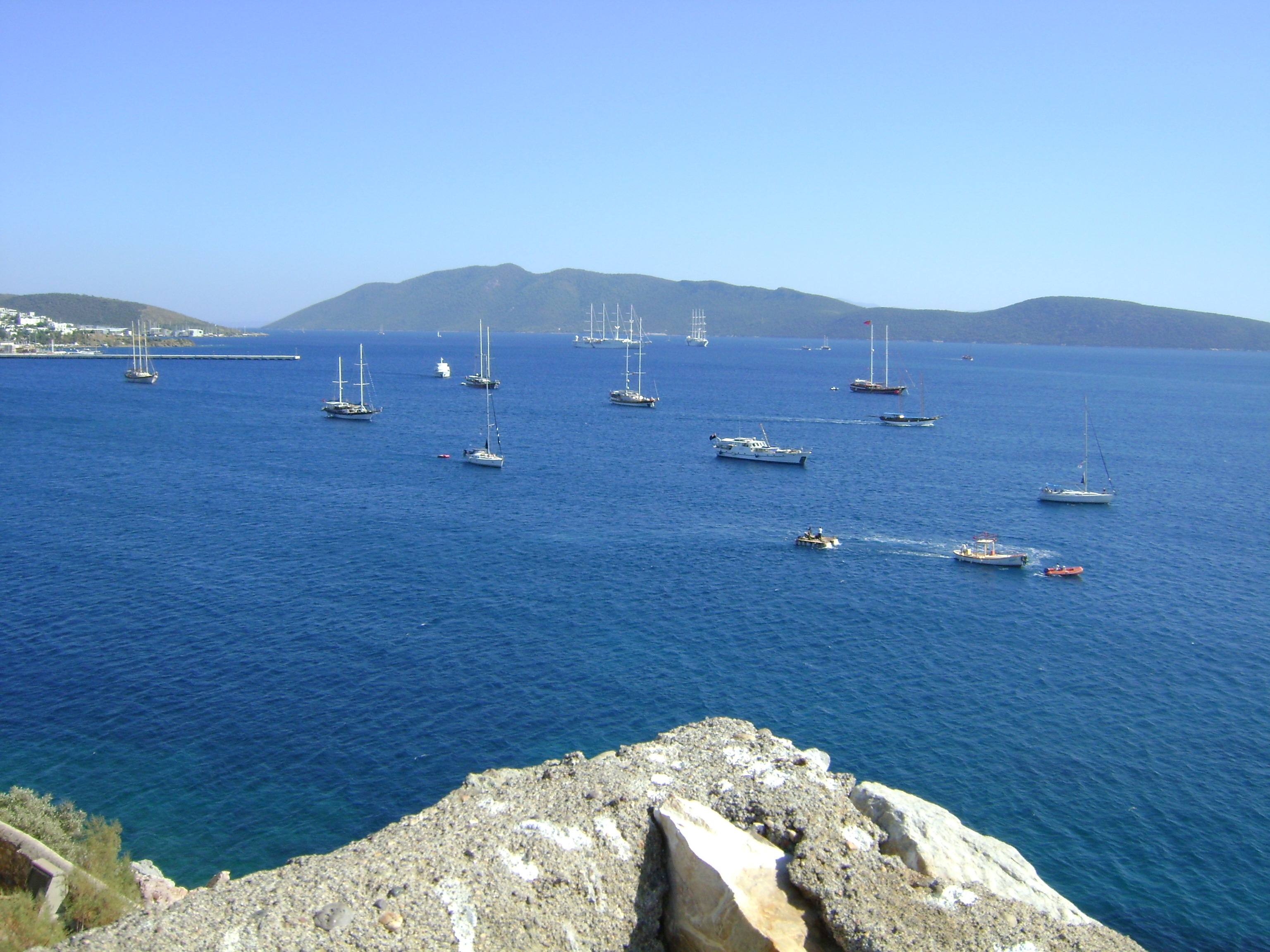
Het eiland gezien vanuit Bodrum

Kara Ada (letterlijk ‘Zwart Eiland’ in het Turks; Griekse naam: Αρκός/Arkos) is een klein Turks eiland bij de toegang van de haven van Bodrum in de Egeïsche Zee. Het is een geliefde toeristenbestemming, vooral voor het aanmeren van jachten.

## Geschiedenis
In de middeleeuwen werd Kara Ada/Arkos ingenomen door de ridders van de Orde van Sint-Jan, die tevens Bodrum bezetten. Het eiland werd in de 16e eeuw veroverd door het Ottomaanse Rijk. Kara Ada/Arkos werd in 1919 ingenomen door de Italianen, evenals Bodrum. Het Verdrag tussen Italië en Turkije van 1932 wees het eiland uiteindelijk toe aan Turkije.